# Vermentino
Pour les articles homonymes, voir Rolle.
Le vermentino est un cépage blanc italien.
En Italie, le Vermentino B peut officiellement être désigné par les noms "Favorita" et "Pigato". En France, il porte le nom de rolle B (en Provence) ou de Vermentinu B (en Corse) ou encore Garbesso B.

## Origines et Répartition Géographique
D'après Pierre Galet, il serait issu de la Malvoisie, passé du vignoble de Madère en Espagne. De là, il aurait conquis la Corse et la Sardaigne avant d'arriver en Italie (Ligurie). Cette théorie est cependant en contradiction avec des documents mentionnant ce cépage en Ligurie dès le XIVe siècle (sous le nom d'Arratelau), alors que les Portugais n'arrivèrent à Madère qu'au 15ème.[réf. nécessaire]
Plus vraisemblablement, vu sa parenté avec la Malvoisie, ce cépage aurait été rapporté de Grèce en Italie par les marchands vénitiens.
Aujourd'hui, ce cépage est cultivé essentiellement en Italie (Ligurie, Sardaigne et Toscane), où il représentait environ 3 900 hectares en 1999, mais aussi de plus en plus en France (Corse, Provence, et Languedoc).
| 1958     | 1979     | 1988   | 1998     | 2008     | 2011     |
| -------- | -------- | ------ | -------- | -------- | -------- |
| 2 106 ha | 1 057 ha | 833 ha | 2 507 ha | 3 089 ha | 4 297 ha |

En Corse, ce cépage est utilisé pour la fabrication du vin blanc Patrimonio en monocépage, et entre aussi dans la composition des blancs des AOC d'Ajaccio et de Calvi.
En Sardaigne, il est à la base de la DOCG Vermentino di Gallura.

## Caractéristiques ampélographiques
- Grappes moyennes à grosses.

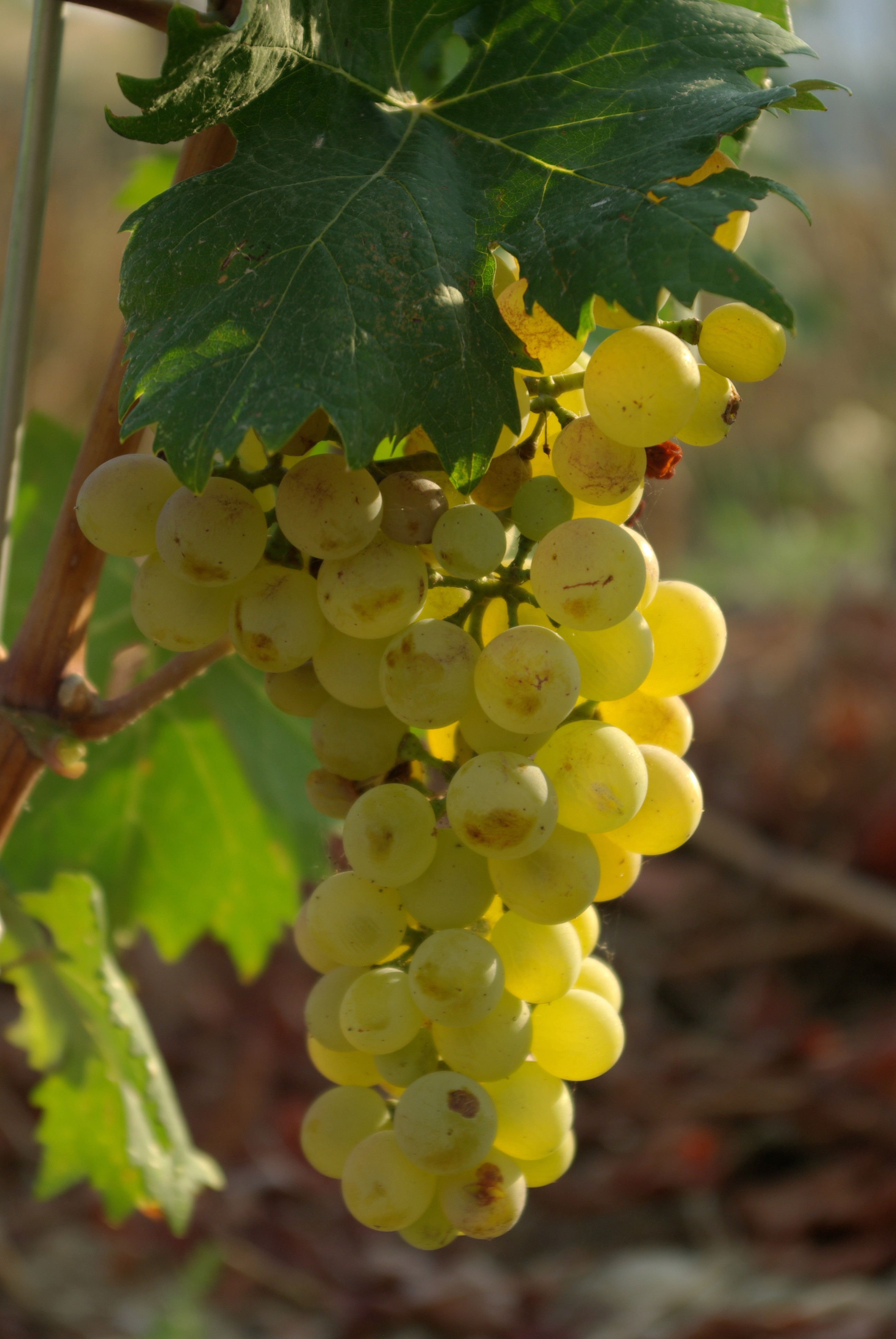
Grappe de vermentino

- baies moyennes, légèrement ellipsoïdes, blanches devenant rosées à sur-maturité.

## Aptitudes

### Culturales
C'est un cépage vigoureux, mais assez sensible au vent. Il se plaît dans des régions chaudes, sur un terrain sec et peu fertile. Il assure une production régulière.

### Sensibilité aux maladies
Il craint l'oïdium, et dans une moindre mesure la pourriture grise après véraison ; il doit donc être taillé court.

### Qualités œnologiques
Ses arômes puissants libèrent des parfums d’aubépine, d’amande et de pomme. Il apporte qualité et personnalité aux vins blancs. Associé aux cépages rouges, il donne naissance à des rosés pleins de charme.
Il donne des vins frais délicats et légèrement aromatiques de belle couleur pâle et de qualité, généralement bien équilibrés, gras mais manquant parfois d'acidité.

## Source
- Cet article est partiellement ou en totalité issu de l'article intitulé « Rolle (cépage) » (voir la liste des auteurs).